# Radio Disney Music Awards
A Radio Disney Music Awards (RDMA) é uma premiação anual realizada pela Radio Disney, uma rede de rádio americana. Desde 2014, a cerimônia começou a ser transmitida pelo Disney Channel.

## Eventos
| Ano       | Local                                                                              | Performances |
| --------- | ---------------------------------------------------------------------------------- | --- |
| 2002      | Apenas possui o áudio de gravação nos estúdios da Rádio Disney Burbank, Califórnia | — |
| 2003      | Apenas possui o áudio de gravação nos estúdios da Rádio Disney Burbank, Califórnia | — |
| 2004      | Apenas possui o áudio de gravação nos estúdios da Rádio Disney Burbank, Califórnia | — |
| 2005      | Apenas possui o áudio de gravação nos estúdios da Rádio Disney Burbank, Califórnia | — |
| 2006      | Apenas possui o áudio de gravação nos estúdios da Rádio Disney Burbank, Califórnia | — |
| 2007—2012 | Sem cerimônias realizadas                                                          | Sem cerimônias realizadas |
| 2013      | Microsoft Theater Los Angeles                                                      | - Selena Gomez - Bridgit Mendler - Austin Mahone - Cher Lloyd - Cody Simpson - Coco Jones - Mindless Behavior |
| 2014      | Microsoft Theater Los Angeles                                                      | - Fifth Harmony - Ariana Grande - Austin Mahone - Becky G - R5 - Zendaya |
| 2015      | Microsoft Theater Los Angeles                                                      | - Fifth Harmony - Shawn Mendes - Nick Jonas - Rachel Platten - Natalie La Rose - Tori Kelly - Sheppard - Becky G - R5 - Sabrina Carpenter |
| 2016      | Microsoft Theater Los Angeles                                                      | - Justin Bieber - Ariana Grande - Gwen Stefani - Flo Rida - DNCE - Hailee Steinfeld - Zara Larsson - Kelsea Ballerini - Daya - Jordan Smith - Sabrina Carpenter - Laura Marano - Sofia Carson                                                |
| 2017      | Microsoft Theater Los Angeles                                                      | - Hailee Steinfeld - Alessia Cara - Train - Kelsea Ballerini - Jordan Fisher - Julia Michaels - Noah Cyrus - Sabrina Carpenter - Fitz and The Tantrums - Grace VanderWaal - Erin Bowman - Auli'i Cravalho - Jamie Lynn Spears - Sofia Carson |
| 2018      | Teatro Dolby Los Angeles                                                           | - Shawn Mendes - Camila Cabello - BTS - Max & Harvey - Bebe Rexha - Kelsea Ballerini - Carly Pearce - Carrie Underwood - Kelly Clarkson - Janet Jackson                                                                                      |
| 2019      | RadFord Studio Center Los Angeles                                                  | - Sofia Carson - Meg Donelly - Fetty Wap - Jonas Brothers - Avril Lavigne - Andy Grammer - Tori Kelly - Gaby Berett - lovelytheband - JD McCrary - Shahadi Wright Joseph                                                                     |